# 大徳院
大徳院（だいとくいん）は岐阜県美濃加茂市森山町にある不動明王を本尊とする天台寺門宗の寺院。

## 概要
山号を清開山と称する。東海三十六不動尊霊場34番霊場である。
延宝8年（1680年）に甲斐国八代郡定栖村の岩本坊が、越後国魚沼郡中の島村吉山新田（現在の新潟県南魚沼市）で本山修験宗吉祥院として開いたのが始まりで、4世宗證法印が大徳院に改称した。明治5年（1872年）、承賢和尚代に修験宗廃止により天台寺門宗に改めている。大正3年（1914年）4月15日に現在地に移った。